# Apobletes indocilis
Apobletes indocilis är en skalbaggsart som beskrevs av Sylvain Auguste de Marseul 1864. Apobletes indocilis ingår i släktet Apobletes och familjen stumpbaggar. Inga underarter finns listade i Catalogue of Life.